# یواس‌اس میسپیلون (ای‌او-۱۰۵)
یواس‌اس میسپیلون (ای‌او-۱۰۵) (به انگلیسی: USS Mispillion (AO-105)) یک کشتی بود که طول آن As built: بود. این کشتی در سال ۱۹۴۵ ساخته شد.